# The Polite Force
The Polite Force je druhé studiové album britské rockové skupiny Egg, vydané v únoru 1971 u vydavatelství Deram Records. Nahráno bylo v květnu 1970 ve studiu Morgan Studios a jeho producentem byl Neil Slaven.

## Seznam skladeb
| Pořadí | Název | Autor                           | Délka                     |
| ------ | --- | ------------------------------- | ------------------------- |
| 1.     | A Visit to Newport Hospital | Mont Campbell                   | 8:19                      |
| 2.     | Contrasong | Campbell                        | 4:19                      |
| 3.     | Boilk | Brown, Campbell, Dave Stewart   | 9:15                      |
| 4.     | Long Piece No. 3“ 1. „Long Piece No. 3: Part 1“ 2. „Long Piece No. 3: Part 2“ 3. „Long Piece No. 3: Part 3“ 4. „Long Piece No. 3: Part 4 | Clive Brooks, Campbell, Stewart | 20:42 5:08 7:38 5:03 2:51 |

## Obsazení
Egg
- Dave Stewart – varhany, klavír
- Mont Campbell – baskytara, zpěv
- Clive Brooks – bicí

Ostatní hudebníci
- Henry Lowther – trubka
- Mike Davis – trubka
- Bob Downes – saxofon
- Tony Roberts – saxofon